# 이화동 (서울)

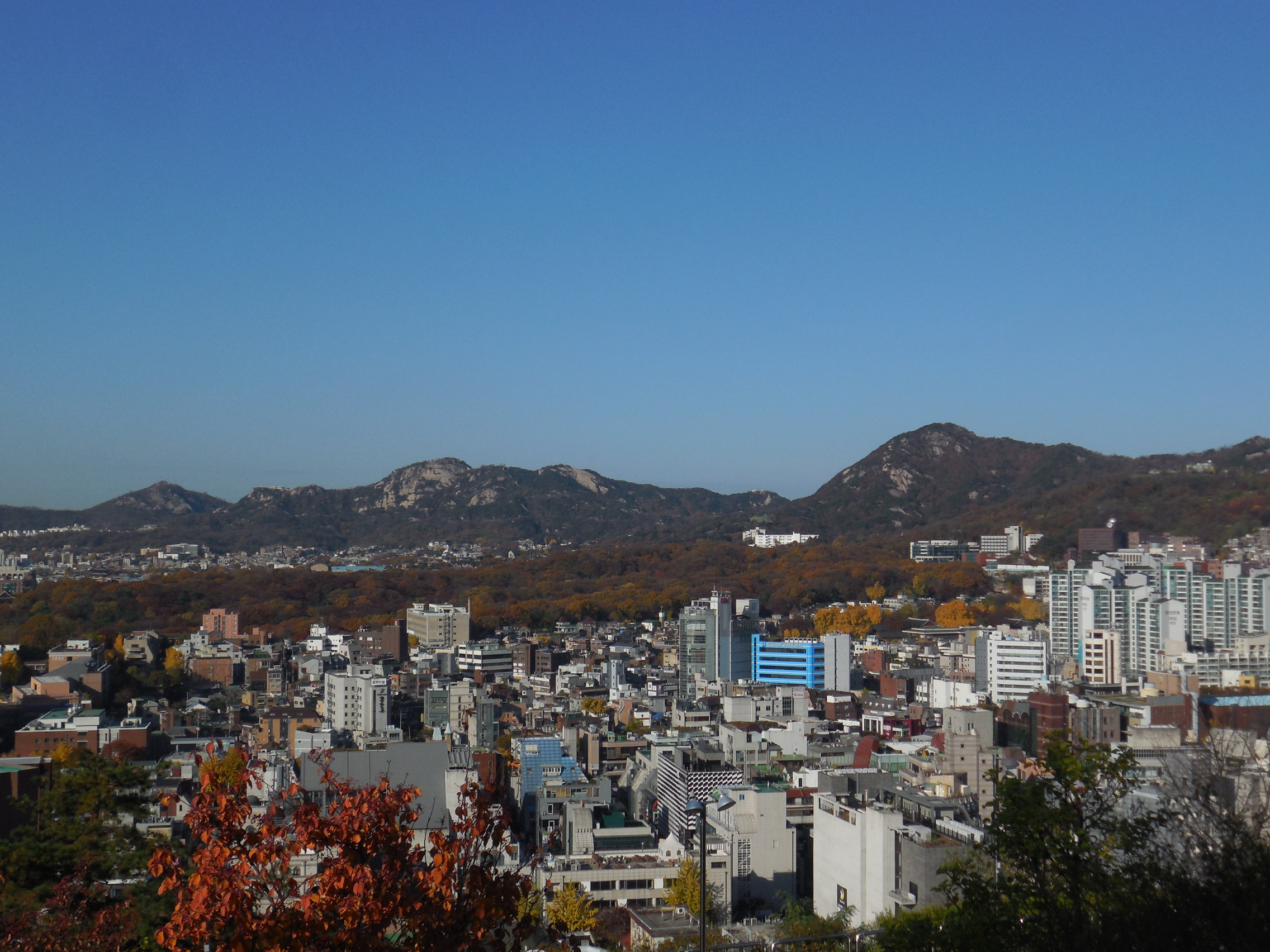
낙산에서 바라본 대학로 일대

이화동(梨花洞)은 서울특별시 종로구의 동이다.

## 지명
이화동의 동명은 지금 이화동 2번지에 있던 ‘이화장’에서 유래되었다. 이화동의 옛 마을로는 동숭동과 이화동에 걸쳐있던 쌍계동이 있다. 기묘한 암석 울창한 수림에 두 줄기의 맑은 시냇물까지 있으므로 조선시대에는 삼청(三淸)·인왕(仁王)·쌍계(雙鷄)·백운(白雲)·청학(淸鶴)이라 하여 도성안의 5대 명소 가운데 세 번째로 꼽혔다.
1914년 4월 1일 경성부의 동명제정 때 숭교방 동쪽에 있는 동이라 하여 동숭동의 명칭이 유래되었다. 낙산 정상 부분부터 기슭 전체를 차지하는 동숭동은 일찍부터 경치가 아름다운 곳으로 손꼽혔고, 성문 가까이 있는 도성 안 마을인데다가, 성균관과 창경궁·배오개시장이 멀지 않은 곳에 있어 마을의 형성 여건이 좋았다. 따라서 현재까지 여러 개의 자연부락 이름이 남아 전한다.
연건동의 동명은 연화방과 건덕방의 이름에서 유래되었다. 조선시대 이래 오랫동안 주거지로서의 역할을 담당해오고 있는 연건동에는 자연부락명이 여럿 남아 있다. ‘과동’ 혹은 ‘과목동’이라 부르던 곳은 22통 일대인데 과실나무가 많이 자라고 있었기 때문에 붙여진 명칭이고, ‘남미탑동’은 ‘남이탑골’이라고도 불렀는데 남이탑이 있어서 명칭이 유래되었으며 126번지 일대이다. 조선 세조 때의 명장이며 태종의 외손자인 남이 장군의 집터인데 장군이 유자광의 모함을 입어 억울하게 죽은 후 원한 때문에 터가 세다 하여 이곳에 아무도 살지 않게 되자 폐가가 되어 쑥과 잡초가 무성하게 자라고 있었다. 순조 때까지 그저 채소나 지어먹는 빈터로 남아 있었는데 하루는 이 집터의 옆에 사는 사람의 꿈에 남이장군이 나타나 억울함을 호소하자, 그 사람은 장군을 위하여 원혼을 모시고 사당을 짓고 탑을 세웠다. 1818년 순조 18년에 공식적으로 남이장군의 해원복권이 된 이후의 이야기로 남이장군이 태어날 무렵 3년 동안이나 낙산에 풀이 나지 않았던 곳이 장군의 집터이며, 터의 한가운데 있던 큰 바위를 중심으로 해서 사당을 짓고 남이장군을 모셨다.

## 법정동
- 동숭동(東崇洞)
- 연건동(蓮建洞)
- 이화동(梨花洞)

## 유적
- 이화장 (梨花莊): 이승만 전 대통령이 거주하던 곳이다. 사적 제497호로 지정되었다.
- 낙산장 (駱山莊) 터: 일제강점기의 실업가 김종익(金鍾翊, 1886~1937)이 1934년경 지어 1955년까지 신익희의 사저로 쓰이던 집터이다. 1981년 헐려 연립주택이 들어섰으며[4], 위치는 동숭동 129번지이다.
- 석양루 (夕陽樓) 터: 인조의 아들 인평대군의 집터이다. 종로구 새마을회관 입구 왼편 화단에 안내판이 있다.
- 장생전 (長生殿) 터: 조선 왕실에서 사용하던 관을 제작 및 수리하던 곳이다.
- 쌍계재 (雙溪齋) 터: 조선 초의 문신 김린(金麟)의 집터로, 동숭동에 위치하였다.[5]
- 남이 집터: 조선 전기의 무신 남이의 집터이다. 연건동 126번지에 위치하였다.
- 이석형 집터: 조선 전기의 문신 이석형(李石亨, 1415~1477)의 집터이다. 연건동 275번지에 위치하였다.
- 신광한 집터: 신숙주의 손자 신광한(申光漢, 1484∼1555)의 집터이다. 동숭동에 위치하였다.
- 이정귀 집터: 조선 중기의 문신 이정귀(李廷龜, 1564~1635)의 집터이다. 연건동에 위치하였다.
- 김훈 집터: 소설가 김훈이 유년 시절 거주하던 집터로, 이화동에 위치하였다.[6]
- 내간정 (來澗亭) 터: 동숭동에 위치하였다.
- 서울 경모궁지: 창경궁의 후원인 함춘원, 장조의 사당 경모궁이 위치하던 터이다. 연건동 28-2번지에 위치하며, 사적 제237호로 지정되었다.
- 구 서울대학교 본관: 경성제국대학의 본관 건물로 1931년 10월 준공되었다. 동숭동 1-130번지에 위치하며, 사적 제278호로 지정되었다.
- 조선총독부 중앙시험소: 1912년경 조선총독부의 중앙시험소 건물로 준공되었으며, 현재 한국방송통신대 별관으로 쓰이고 있다. 2008년 12월까지 공업전습소 본관으로 잘못 알려져 왔다.[7] 동숭동 199-1번지에 위치하며, 사적 제279호로 지정되었다.
- 대한의원 본관: 1907년에 광제원 등을 통합하여 설립한 대한의원의 본관 건물로 1908년 11월 준공되었다. 연건동 28-2번지에 위치하며, 사적 제248호로 지정되었다.
- 이화 벽화마을: 대한민국의 근대화 과정에서 생긴 달동네로, 적산 가옥과 1960~70년대의 주택이 있다. 서울특별시 미래유산으로 지정되었다.
- 국민주택: 광복 이후 이승만 정부 때 1층에 온돌을 놓고 2층에 다다미를 놓아 지은 국민주택이 낙산성곽서1길 일대에 남아 있다.[8]
- 홍덕이밭 (弘德-) 터: 병자호란 때 봉림대군(효종)이 청나라 심양에 볼모로 머무를 때 나인 홍덕이 김치를 담가 효종에게 드렸는데, 즉위 이후에도 그 맛을 잊지 못해 낙산 중턱의 채소 밭을 주었다 하여 붙은 이름이다. 낙산공원에 복원되었다.
- 홍천취벽 각자: 정조 때의 화가 강세황이 이화장 뒤편 개울가 바위에 ‘紅泉翠壁(홍천취벽)’이라고 각자를 새겼으나, 4·19혁명 이후 계곡을 메우고 집이 들어서면서 땅에 묻혔다고 한다.

## 교통
- ● 수도권 전철 4호선 혜화역

## 시설
- 서울대학교병원
- 서울대학교 연건캠퍼스
- 홍익대학교 대학로캠퍼스
- 가톨릭대학교 성신교정 (일부)
- 한국방송통신대학교 대학본부
- 서울대학교사범대학부설초등학교
- 서울대학교사범대학부설여자중학교
- 종로노인종합복지관

## 미디어
- KBS 《김영철의 동네 한 바퀴》 (16회, 2019. 03. 09)

## 같이 보기
- 이화 벽화마을
- 대한민국의 행정 구역